# Rippershausen
Rippershausen est une municipalité allemande du land de Thuringe, dans l'arrondissement de Schmalkalden-Meiningen, au centre de l'Allemagne. 
Sa population était de 796 habitants en 2021.

## Géographie
Rippershausen se trouve à environ cinq kilomètres à l'ouest de la capitale du district de Schmalkalden-Meiningen, Meiningen, et de la vallée de la Werra.

## Personnalités liées à la ville
- Ernst Ludwig Heim (1747-1834), médecin né à Solz.